# خرگوش زبرمو
خرگوش زبرمو (نام علمی: Caprolagus hispidus) نام یک گونه از تیره خرگوشان می‌باشد.
خرگوش هیسپید (Caprolagus hispidus)، که خرگوش آسام نیز نامیده می‌شود، یک گونه بومی آسیای جنوبی است که دامنه تاریخی آن در امتداد دامنه‌های جنوبی هیمالیا گسترش یافته است. امروزه، زیستگاه خرگوش هیسپید با مساحت کمتر از ۵۰۰ کیلومتر مربع (۱۹۰ مایل مربع) که در مساحت تخمینی ۵۰۰۰ تا ۲۰۰۰۰ کیلومتر مربع (۱۹۰۰ تا ۷۷۰۰ مایل مربع) وسعت دارد، بسیار پراکنده شده است. جمعیت‌ها به دلیل افزایش کشاورزی، کنترل سیل و توسعه انسانی، کاهش مداوم زیستگاه مناسب را تجربه می‌کنند. از سال ۱۹۸۶ توسط IUCN به عنوان در معرض خطر طبقه‌بندی شده است